# Undercode
Undercode — хорватская хеви-метал-группа, образованная в 1997 году в Загребе. Музыкальные композиции группы использовались в качестве саундтрека в компьютерных играх Serious Sam: The Second Encounter, Serious Sam 3: BFE и Serious Sam 4.
Тематика песен группы — библейские сюжеты, пророчества, апокалипсис, войны и политика. Во многих песнях лирика носит двойственный характер и содержит различные отсылки к политическим и социальным событиям.

## История группы

### Создание и ранние годы (1997—2001)
Группа Undercode была основана в 1997 году в Загребе. Её основателями являются бывший вокалист группы Drinking Scull Дамир Любичич и его друг Аллен Юрсинач, который покинул группу незадолго до начала записи демоальбома. До создания Undercode её участники являлись членами различных музыкальных коллективов Хорватии. Изначально музыканты выступали на концертах в местных рок-клубах и играли песни таких групп, как Metallica, Iron Maiden, Judas Priest. Ранний состав группы включал в себя:
- Дамир Любичич (Damir Ljubicic) — вокалист (Drinking Scull)
- Данко Лукашевич (Danko Lukacevic) — соло-гитара
- Дарио Сабо (Dario Sabo) — бас-гитара (Hard Time, DavidiaN, Big Rock)
- Давор Керанович (Davor Keranovic) — ударные (DavidiaN, Big Rock)

В 1998 году группа начала работу над своим дебютным альбомом. 26 июля 1999 года была создана демонстрационная версия альбома под названием Before the Sunrise, которая предназначалась для издателей и включала в себя всего лишь четыре песни.
После того как группой был успешно найден звукозаписывающий лейбл, Undercode взялись за запись полной версии альбома под названием Enlightening the World. Альбом был почти полностью готов, однако музыканты остались недовольны конечным продуктом и приняли решение перезаписать его в новой студии и на новом лейбле. В это же время к группе присоединился второй гитарист — Иван Шпеляк (хорв. Ivan Špeljak-Jitz), который заменил Данко Лукашевича и практически полностью переписал многие песни, что в итоге вылилось в окончательную версию альбома.

### Выпуск первого альбома (2001—2003)
Работа над альбомом Enlightening the World велась с апреля по октябрь 2001 года на лейбле Metal Warriors.
В январе 2002 года хорватская компания-разработчик компьютерных игр Croteam выпустила свою игру Serious Sam: The Second Encounter, в которую вошли саундтреки на основе трёх песен в исполнении Undercode. Благодаря этому группа резко набрала популярность в мире, в результате чего 19 сентября 2002 года их альбом официально отправился в печать, однако по договору он издавался лишь на территориях Новой Зеландии и Австралии.
Группа начала с успехом гастролировать по Хорватии и близлежащим странам. Undercode неоднократно участвовала на разогреве у различных именитых рок-групп и музыкантов, таких как Grave Digger, Paul Di Anno, Dungeon
В 2003 году участники приступили к работе над вторым альбомом.

### Съемки в фильме и смена состава (2004—2005)
В 2003 году Undercode были приглашены для участия в работе над фильмом «Воин» (англ. The Warrior), режиссёром которого выступил австралийский режиссёр с хорватскими корнями Стив Равич (Steve Ravic), до этого уже имевший дело с группой и снявший три клипа на их песни из альбома Enlightening the World. Участники группы не снимались в фильме, однако исполнили для него несколько музыкальных композиций. Фильм дебютировал на большом экране в 2007 году, но к этому моменту в Undercode уже произошли серьёзные изменения.
В 2004 году коллектив покинули два участника группы — басист Дарио Сабо и барабанщик Давор Керанович, которые по финансовым соображениями ушли играть в другую, более популярную на тот момент хорватскую группу Rafo i Legende. Тогда же Undercode начала искать новых участников, и вскоре на место басиста был утверждён молодой гитарист группы Iron Fist — Марко Карачич, известный как Karo, а на место барабанщика пришёл давний друг и одноклассник Дамира Любичича Марио Якопович (Brko). Группа продолжила запись альбома и выступления на сцене.

### Участие в записи трибьюта и распад группы (2005)
В 2005 году группа Saxon выпустила свой трибьют-альбом под названием Eagleution, в который вошла песня, переделанная группой Undercode — «Great White Buffalo». Песня «Broken Heroes», вопреки расхожему мнению, не является кавером в исполнении Undercode и заявлена в трек-листе диска под именем группы из-за ошибки издателя.
Undercode продолжала работу над своим вторым альбомом, к 2005 году было написано больше половины новых песен, однако музыканты столкнулись с различными финансовыми и личными проблемами, в результате чего спустя несколько месяцев группа распалась. Вокалист Дамир Любичич улетел в Австралию, а остальные участники продолжили играть, но уже в составах других музыкальных коллективов.

### Воссоединение группы (2010—2015)
17 октября 2010 года русскоязычным фан-сайтам удалось взять интервью у одного из участников группы — Марко Карачича — в котором тот рассказал о том, что группа продолжает работу над своим вторым альбомом, несмотря на статус распада и то, что солист находится в Австралии.
20 февраля 2011 года группа в интервью сайту undercode.ru подтвердила свои намерения по поводу выпуска второго альбома в 2011 году.
15 марта 2011 года российские фанаты Undercode и компьютерной игры Serious Sam подали петицию компаниям Croteam и Devolver Digital с просьбой пригласить группу к записи нового саундтрека для грядущей игры Serious Sam 3. Петиция набрала 315 голосов и спустя месяц, 16 апреля 2011 года разработчики связались с Undercode и договорились об использовании двух музыкальных композиций группы в Serious Sam 3 — Gladiator и Final Fight.
В июле того же года вокалист Дамир Любичич прилетел в Хорватию для записи вокальных партий к альбому. 28 июля 2011 года в рок-клубе Загреба «In-Bar» состоялся концерт-возвращение Undercode, где музыканты заявили об официальном воссоединении группы.
Вскоре после этого появились сведения о том, что Undercode напишет песню для игры Serious Sam 3, а также снимет на неё видеоклип. Съемки видео начались 15 августа 2011 года, в нём были использованы кадры из самой игры, любезно предоставленные компанией Croteam.
Выход клипа на песню «Final Fight» состоялся 22 ноября 2011 года, в тот же день, что и релиз Serious Sam 3: BFE. Видео было опубликовано для просмотра на сайте YouTube.
17 октября 2011 года группа предоставила любительское видео с июльского выступления в Хорватии, во время которого металлисты сыграли одну из песен со своего нового альбома — «Radical Changes».
13 июля 2015 года состоялся официальный выход второго альбома группы Undercode под названием Post-Apocalyptic.

### Serious Sam 4 и Эпоха синглов (2020—2023)
24 сентября 2020 года вышла новая игра от студии Croteam — Serious Sam 4, в которую вошли новые композиции коллектива, записанные специально для игры («Dominate the Battleield», «Foreverwar» и «Panopticon»). 25 января 2022 года вышло дополнение к игре Serious Sam: Siberian Mayhem, для которого Дамьян Мравунак записал новый ремикс на песню группы «Freedom (Is Mine)», и песня получила название «Freedom Too».
В 2020 году группа на своём канале выпустила видео на свою песню «Dominate the Battlefield», которая впоследствии вышла отдельным синглом. Инструментальная версия вошла в саундтрек к игре Serious Sam 4.
В 2023 году группа на своём канале выпустила видео на свою песню Panopticon, которая впоследствии вышла отдельным синглом. Инструментальная версия вошла в саундтрек к игре Serious Sam 4.

## Дискография

### Альбомы
Before the Sunrise (Demo, 1999)
Before the Sunrise — демоальбом группы Undercode, который вышел в свет 26 июля 1999 года и предназначался для ознакомления будущим издателям. Альбом включал в себя четыре композиции, из которых три впоследствии вошли в полноценный студийный альбом Enlightening the World.
Трек-лист альбома:
1. Do Not Forgive Us
2. Angellic Rebellion
3. Alone
4. Before the Sunrise

Enlightening the World (2002)
Enlightening the World — дебютный альбом группы Undercode, выпущенный 19 сентября 2002 года и по договору издававшийся лишь в Хорватии, Австралии и Новой Зеландии. Альбом заслужил несколько положительных отзывов критиков. Три песни из этого альбома вошли в саундтрек игры Serious Sam: The Second Encounter.
Трек-лист альбома:
1. Do Not Forgive Us
2. Enlightening the World
3. My Mandylion
4. Alone
5. Kingdom of the Sand
6. Freedom (Is Mine)
7. Ashes Up Your Sleeves
8. New Jerusalem
9. Angelic Rebellion
10. As Above, So Below

Post-Apocalyptic (2015)
Две песни из этого альбома вошли в саундтрек игры Serious Sam 3: BFE.
Трек-лист альбома:
1. Ready to Rumble
2. The Gladiator
3. Post-Apocalyptic Indians
4. Driven
5. Believe in Me
6. Radical Changes
7. The Strong Will Survive
8. The Great White Buffalo (Saxon Cover)
9. Final Fight
10. The Curse of Staying Alive

### Синглы
- Before the Sunrise (2011) — песня из одноимённого демоальбома. Многие годы считалась утерянной, однако в марте 2011 года группа разместила её в открытом доступе в сети Интернет[24].
- Final Fight (2011) — композиция, написанная специально для игры Serious Sam 3: BFE. Существует две версии: инструментальная, вошедшая в саундтрек игры, и вокальная. На песню также был снят видеоклип. Доступна для бесплатного скачивания на сайте группы.
- Dominate the Battlefield (2020) — песня, звучащая в Serious Sam 4.
- Panopticon (2023) — песня, звучащая в Serious Sam 4.

### Трибьюты и каверы
- Great White Buffalo — кавер-версия одноимённой песни группы Saxon, записанная для трибьют-альбома Eagleution: A Tribute to Saxon в 2005 году.
- U viskiju je davo — кавер-версия песни «Whiskey in the Jar» группы Thin Lizzy, спетая на хорватском языке. Песня не была выпущена официально и появилась лишь в качестве видеозаписи на сайте YouTube в 2008 году[25].

### Участие в сборниках разных исполнителей
- Croatian Metal Masters vol.3 (2014) — песня «Final Fight»[26]
- Croatian Metal Masters vol.4 (2023) — песня «Dominate the Battlefield»[27]

## Состав группы
Текущий состав
- Jitz — гитары (с 1997)
- Vedran Čolak Veki — гитары (1997—2003, с 2021)
- Damir Ljubičić — вокал (с 1997)
- Siniša Vasilić Sin — ударные (с 2020)
- Boris Matešin — бас-гитара (с 2023)

Бывшие участники
- Krešo Kovačević — бас-гитара (1997—1999)
- Davor Keranović — ударные (1997—2004)
- Alen Jurišinac — гитары (1997—2000)
- Dario Sabo — бас-гитара (1999—2004)
- Danko Lukačević — гитары (2003)
- Karo — бас-гитара (2004—2022)
- Brko — ударные — (2004—2020)